# Fan Chengcheng
Fan Chengcheng (en chino 范丞丞), también conocido como Adam Fan, es un cantante y actor chino.

## Biografía
Nació el 16 de junio de 2000 en QingDao, Shangdong (China)
Su hermana mayor es la popular actriz china Fan Bingbing.

## Carrera

### Televisión
Es miembro de la agencia "Yuehua Entertainment" (乐华娱乐).
En 2018 se unió a la primera temporada del reality show Idol Producer donde logró quedar en tercer lugar y ganar un lugar en el grupo final "Nine Percent".
El 8 de noviembre del mismo año se unió al elenco del programa Chase Me.
El 9 de enero de 2021 unió al elenco principal de la serie Spirit Realm (también conocida como "The World of Fantasy") donde interpretó a Qin Lie, hasta el final de la serie el 28 de enero del mismo año. La serie es una adaptación de la novela "Ling Yu" (灵域) del autor Ni Cang Tian (逆苍天).
Ese mismo año se unirá al elenco principal de la serie Chasing the Light donde dará vida a Jiang Cheng. La serie estará adaptada de la novela BL "Chasing the Light".

### Música
Desde el 13 de noviembre de 2018 forma parte del grupo "Nine Percent" junto a Cai Xukun, Justin Huang, Zhu Zhengting, You Zhangjing, Wang Linkai (Xiao Gui), Chen Linong, Lin Yanjun y Wang Ziyi. El grupo fue conformado luego de ser los ganadores de la primera temporada del reality show Idol Producer y se espera que realicen promociones durante 18 meses. En agosto del 2019 se anunció que el último concierto del grupo antes de deshacerse sería realizado en octubre del mismo año.
Desde junio del mismo año forma parte del grupo "NEX7" (乐华七子), junto a Justin Huang, Ding Zeren, Li Quanzhe, Zhu Zhengting, Bi Wenjun y Huang Xinchun. En el grupo tiene una de las posiciones de vocalista, rapero y bailarín. Todos los integrantes participaron en el programa Idol Producer, sin embargo, solo tres de ellos lograron quedar en el grupo final Zheng Ting, Chengcheng y Justin.
El 22 de noviembre del mismo año realizó su debut como solista.

## Filmografía

### Series de televisión
| Año             | Título                   | Personaje            | Notas                      |
| --------------- | ------------------------ | -------------------- | -------------------------- |
| 2021 - presente | Founding of the Republic | -                    |                            |
| 2021 - presente | Chasing the Light        | Jiang Cheng          |                            |
| 2021            | Wisher                   | Qiu Wendong          | 12 episodios - (web drama) |
| 2021            | Spirit Realm             | Qin Lie / Gong Mulie | 36 episodios               |

### Programas de variedades
| Año  | Programa                              | Notas                                            |
| ---- | ------------------------------------- | ------------------------------------------------ |
| 2021 | Chasing the Light                     |                                                  |
| 2020 | Fourtry                               |                                                  |
| 2020 | Welcome Back to Sound                 | invitado                                         |
| 2019 | Beautiful Youth                       | 12 episodios - miembro                           |
| 2019 | Chase Me                              | miembro                                          |
| 2019 | 进击的家族                            | junto a NEX7                                     |
| 2019 | Master in the House (少年可期)        | miembro                                          |
| 2019 | Youth Periplous (青春环游记)          | (ep. #1-9) - miembro                             |
| 2019 | Idol Producer 2                       | invitado - junto a NINE PERCENT                  |
| 2019 | Daughter's Boyfriend (女兒們的男朋友) | miembro                                          |
| 2018 | Happy Camp                            | 3 episodios - (ep. #1028, 1045, 1047) - invitado |
| 2018 | Keep Running                          | 2 episodios (ep. #6.7, 6.11) - invitado          |
| 2018 | Idol Producer                         | concursante                                      |

### Reality show
| Año             | Programa                                     | Notas                          |
| --------------- | -------------------------------------------- | ------------------------------ |
| 2019 - presente | More Than Forever                            | miembro - junto a NINE PERCENT |
| 2019            | Nine Percent                                 | miembro - junto a NINE PERCENT |
| 2018 - 2019     | We Are Not At Home Tomorrow (明天我们不在家) | 8 episodios - junto a NEX7     |
| 2018            | Nine Percent: Flower Road Journey            | miembro - junto a NINE PERCENT |

### Anuncios
| Año  | Programa    | Notas        |
| ---- | ----------- | ------------ |
| 2018 | ELLE        |              |
| 2018 | Sheiseido   |              |
| 2018 | Xtep        | junto a NEX7 |
| 2018 | SECOO       | junto a NEX7 |
| 2018 | Papa Recipe |              |

### Endorsos
| Año    | Marca                     | Notas    |
| ------ | ------------------------- | -------- |
| 2021 - | Classmate Xiaoming Drinks | Portavoz |
| 2019-  | Fenty Beauty              | Portavoz |

### Revistas / sesiones fotográficas
| Año  | Programa                       | Notas                                        |
| ---- | ------------------------------ | -------------------------------------------- |
| 2020 | T Magazine China               | junto a Fan Bingbing - (especial de Navidad) |
| 2020 | Madame Figaro China            | (publicación de junio)                       |
| 2020 | JSTYLE                         | junto a NEXT                                 |
| 2020 | Harper's Bazaar Jewelry        | (publicación de abril)                       |
| 2020 | Elle Men Fresh - Summer        |                                              |
| 2020 | Givenchy                       |                                              |
| 2019 | Bella Magazine                 | (publicación de diciembre)                   |
| 2019 | Christian Louboutin            |                                              |
| 2019 | Women’s Wear Daily (WWD) China |                                              |
| 2019 | Valentino x ELLE China         |                                              |
| 2019 | Nylon China                    | (publicación de noviembre)                   |
| 2019 | Men’s Uno China                | (publicación de agosto)                      |
| 2019 | OK! China                      | (publicación digital)                        |
| 2019 | ELLE Idol China                |                                              |
| 2019 | Trendshealth China             |                                              |
| 2019 | OK! Magazine China             | (publicación #179)                           |

### Eventos
| Año  | Título                                                    | Notas                              |
| ---- | --------------------------------------------------------- | ---------------------------------- |
| 2020 | "Believe In The Future" - Livestream Charity Concert      |                                    |
| 2020 | Nice to Meet Poetry                                       | (Special Spring Poetry Livestream) |
| 2020 | Jiangsu TV Spring Festival Gala                           |                                    |
| 2020 | Louis Vuitton Men's Spring-Summer 2020 Pop Up Store Event | en Shanghái                        |
| 2020 | Jimmy Choo x YK Jeong Capsule Collection Launch           | en Seúl                            |
| 2019 | Ulysse Nardin Store Opening Event                         | en Shanghái                        |
| 2019 | Esquire China’s 16th Man At His Best Award                |                                    |
| 2019 | 2020 iQiYi Scream Night Event                             |                                    |
| 2019 | Montblanc Event                                           | en Shanghái                        |
| 2019 | 10th YH Family Concert                                    | junto a NEX7                       |

## Embajador
En diciembre del 2019 fue nombrado Embajador promocional de la Ciudad Qingdao para el Turismo de Invierno.
| Año  | Marca       | Notas    |
| ---- | ----------- | -------- |
| 2019 | LVMH - FRED | Portavoz |

## Discografía

### Bandas sonoras
| Año  | Canción | Álbum                    | Notas              |
| ---- | ------- | ------------------------ | ------------------ |
| 2021 | "遥望"  | Tema para "Spirit Realm" | junto a Cheng Xiao |
| 2021 | "醉墨"  | Tema para "Spirit Realm" |                    |

### Singles
| Fecha                   | Título   | Lista de canciones |
| ----------------------- | -------- | ------------------ |
| 22 de noviembre de 2018 | I'm Here | 1. I'm Here        |

### Otros
| Año  | Título | Álbum                                               | Notas               |
| ---- | ------ | --------------------------------------------------- | ------------------- |
| 2020 |        | Interpretación en "Jiangsu TV Spring Festival Gala" | junto a Ouyang Nana |

## Premios y nominaciones
| Año  | Categoría                         | Premio                  | Trabajo      | Resultado |
| ---- | --------------------------------- | ----------------------- | ------------ | --------- |
| 2019 | Popular Singer of the Year        | 2020 iQiYi Scream Night | -            | Ganó      |
| 2019 | Most Anticipated Webdrama of 2020 | 2020 iQiYi Scream Night | Spirit Realm | Ganó      |